# Étienne Louis Malus
Étienne Louis Malus (polni priimek Malus Dumitry), francoski častnik, inženir, fizik in matematik, * 23. julij 1775, Pariz, Francija, † 24. februar 1812, Pariz.

## Življenje in delo
Njegovo mladost so zaznamovale številne težave. Obiskoval je vojaško inženirsko šolo, med francosko revolucijo pa so ga vrgli brez spričevala, ker je bil osumljen nezaželene politične dejavnosti. Prepisal se je na Politehniko, kjer je bil Biotov sošolec. Skupaj z njim se je leta 1795 tudi udeležil pouličnih demonstracij, proti katerim je ostro nastopil mladi Napoléon. V nasprotju z Biotom Malus ni postal protinapoleonovec. Mogoče zato, ker si kot vojaški inženir ni mogel kaj, da ne bi občudoval nekaj časa uspešnega generala.
Pod Napoléonom je služil leta 1798 do 1801 v pohodu v Egipt in komaj preživel končno polomijo. Ukvarjal se je z raziskovanjem na področju optike. Njegov konjiček je bila optika. Akademija znanosti je razpisala nagrado za najboljšo razlago dvojnega loma, in lotil se je dela. Nekega dne leta 1808 je po naključju obrnil svoj kristal islandskega dvolomca proti sončni svetlobi, ki se je odbijala od okenskega stekla in ves presenečen ugotovil, da prihaja iz kristala le en žarek. Zaradi napačne teorije svetlobe, v katero je verjel, je menil, da sta oba žarka, ki se po navadi pokažeta ob izstopu iz dvolomca, dva pola svetlobe, podobno magnetnemu dipolu. Žarka je sorazmerno neposrečeno imenoval polarizirana in ime se je ohranilo. S tem je odkril polarizacijo svetlobe. Iz svojega poskusa pa je sklepal, da je mogoče polarizirati svetlobo tudi pri odboju. Ugotovil je tudi, da sta dva žarka, ki prideta iz dvolomca, polarizirana v pravokotnih smereh, kajti z vrtenjem kristala je dosegel, da je en žarek slabel, drugi pa ojačeval. Z vsakim zasukom pa sta žarka zamenjala vlogi. Fresnelova teorija prečnih valov je vse to lepo pojasnila. Malus je izdelal geometrijo svetlobnih žarkov, ki jo je izpopolnil Dupin in je pomagala posodobiti geometrijsko optiko in tudi prispevala h geometriji premičnih kongruenc.
Malus je leta 1810 postal član Akademije znanosti.
Leta 1811 je Young Malusu sporočil, da je navkljub vojni med Francijo in Združenim kraljestvom prejel Rumfordovo medaljo Kraljeve družbe iz Londona za tisto leto. Malus je umrl 37 let star za jetiko.

## Dela
- Traite d'optique analytique,
- Sur une propriete de la lumiere reflechie par des corps diaphanes.